# Louis de Laval
Louis de Laval, (vers 1411, † 21 août 1489 au Château de Laval), seigneur de Châtillon, baron de Lohéac, seigneur de Frinandour, de Quemper-Guézennec, du Vieux-Marché, de Blanquefort, de Gaël et Bréal. Il a aussi la possession viagère de Vierzon.
Il est aussi, gouverneur de Gennes-sur-Loire, conseiller de Louis XI, et un grand seigneur et bibliophile de marque du XVe siècle. Sa carrière mériterait un volume entier. Louis de Laval, comme ses frères Guy XIV de Laval et André de Lohéac avait la particularité d'être vassal du duché de Bretagne en même temps que de la Couronne de France avec le Comté de Laval. Il est souvent désigné comme le seigneur de Châtillon dans plusieurs lettres patentes de Charles VII, Louis XI ou Charles VIII, ainsi que dans l' Histoire de Charles VII' d'Alain Chartier.

## Famille
Il est le fils de Jean de Gaël Montfort (1385-1415), dit Guy XIII de Laval (changement de nom exigé par contrat lors de son mariage avec Anne de Monmorency Laval (1385-1466) en 1404), fille de Guy XII de Laval et de Jeanne de Laval-Tinténiac la veuve de Bertrand Du Guesclin.
```
Jean de Laval
x Isabeau de Tinteniac
│
├──> 
Jeanne de Laval

│    x 
Bertrand Du Guesclin

│    x 
Guy XII de Laval

│    │
│    └──> 
Anne de Laval
 (1385-1466)
│         x 
Guy XIII de Laval

│         │
│         └──> 
Guy XIV de Laval

│         └──> 
André de Lohéac

│         └──> 
Louis de Laval
```

Louis et André paraissent avoir été très liés : ils sont parfois confondus par les historiens, participent aux mêmes entreprises et reçoivent ensemble l'Ordre de Saint-Michel lors de sa création par Louis XI.

## Biographie

### Le sort des enfants
Pour l'Art de vérifier les dates, les enfants de la famille de Laval, à la mort de Guy XIII de Laval en 1414, étaient mineurs, il y a procès pour leur tutelle entre Raoul IX de Montfort, leur aïeul, et Anne, leur mère.
Le 3 juin 1417, Raoul IX de Montfort profitant du grabuge apporté par Anne de Laval, fait valoir ses prétentions à obtenir la garde de ses petits-enfants. Il profite de la discorde de la mère et la fille pour la confusion des dites Anne et Jeanne est bon qu'il ait ladite garde, faisant ainsi courir le risque qu'il les éduque et les marie à sa convenance, ou pire, qu'il récupère leur héritage par leur mort accidentelle car ceulz de Montfort seroient leurs héritiers s'ilz estoient mors.
Jeanne et Anne s'allient alors plus ou moins, contre cette menace commune. La garde des enfants était alors confiée à Jeanne de Laval-Tinténiac et le gouvernement de leurs terres héritées de leur père à Louis de Loigny. Anne est encore alors sous la protection du roi puisqu'elle ne parle pas en son nom propre, mais accompagnée de Guillaume d'Orenge.
Depuis le pourparlé du second mariage, la garde des enfants appartient à Jeanne et c'est à elle avant tout de défendre son statut de tutrice. Anne fait valoir le droit : Dans la coutume d'Anjou et du Maine, un remariage n'empêche pas la garde des enfants, comme le conteste Raoul de Montfort. Les enfants sont d'abord de Laval avant d'être de Bretagne.
Il est précisé que ladicte Anne emploie ce que dit la dicte dame Jehanne. Anne confirme les dires de sa mère, et rajoute que la dicte requeste ne se doit point adrecier contre elle [...] n'a mie la puissance ne la garde de ses dits enfans, mais est enfermée par le fait de la dite dame Jehanne, sa mère.
L'affaire est conclue en faveur d'Anne, car la garde fut adjugée à celle-ci (Anne) par sentence de la justice du Mans, dont il y eut appel au Parlement, qui confirma ce jugement par un arrêt de l'an 1417.

### Cour de Bretagne
Il fait ses premières armes au service de Jean V de Bretagne, duc de Bretagne. En 1430, il est otage de Georges Ier de La Trémoille et sert de garantie à une rencontre entre le duc de Bretagne Jean V et Georges de la Trémoille. Présent à la cour du Duc de Bretagne, il est capitaine de Jugon en juillet 1431. Son frère Guy XIV de Laval se porte caution de la fidélité des services de son jeune frère. La faveur dont jouissait son frère Guy, comte de Laval, auprès du duc de Bretagne, semble avoir été forte. La présence de Louis est indiquée jusqu'en 1437 au moins.

### Compagnon d'armes du roi de France et du Dauphin
En juin 1441, il participe au siège de Pontoise en compagnie du roi de France, et du Dauphin. En juin 1442, il prend part au voyage de Tartas en compagnie du roi de France, et du Dauphin, puis au siège de Dieppe avec le Dauphin du 11 au 15 août de la même année.
Il est l'un des premiers à rentrer dans la Bastille. Fidèle compagnon d'armes et intime du Dauphin, il le suit en 1443 dans son expédition contre Jean IV d'Armagnac. Il témoigne en 1445 au procès de Jamet du Tillay qui avait insulté la Dauphine, et participe à la conspiration contre le chancelier Antoine de Chabannes en 1446.

### Gouverneur du Dauphiné
En 1446, le Dauphin ayant conspiré contre Agnès Sorel et Pierre de Brézé fut chassé de la Cour et se réfugia dans son gouvernement, en Dauphiné. Soutien du Dauphin, Louis de Laval le suit en Dauphiné. Le bruit court en 1446 d'une expulsion de Louis de Laval de la maison du Dauphin. Cette brouille fut passagère, car au service du Dauphin, Louis de Laval fut nommé 19e gouverneur du Dauphiné, succédant à Raoul de Gaucourt et Bertrand de Loupy, le 1er janvier 1448.Il est d'ailleurs présenté comme chambellan du Dauphin.
Furieux, Charles VII leva une armée pour marcher contre le Dauphiné et la Savoie. Le Dauphin parvint cependant à négocier une trêve. Ceci ne l’empêcha pas de mener une campagne de libelles contre son père, l’accusant de mœurs dissolues. Par prudence, il envoya plusieurs ambassades auprès du roi pour se justifier. Charles VII ne s’en laissa pas conter, et envoya Antoine de Chabannes à la tête d’une armée pour lui arracher le Dauphiné. Le Dauphin exhorte alors Louis de Laval de rester jusqu'au bout fidèle à son devoir. Le 30 août 1456, le Dauphin s’enfuit en Franche-Comté, puis à Louvain (duché de Brabant), en territoire bourguignon. Il y fut bien reçu, et en octobre, Philippe le Bon lui rendit hommage.
Louis semble avoir effectué à la même époque sous l'influence de son frère André de Lohéac un revirement en faveur du roi. Louis est dépossédé par le Dauphin du gouvernement à la faveur de Jean Bâtard d'Armagnac en janvier 1457. Le 9 avril de la même année, Charles VII annonce à Saint-Priest, en présence d'André de Lohéac, aux habitants du Dauphiné que Louis gouvernera le Dauphiné sous ses ordres. Le dernier acte en présence de Louis en Dauphiné (avant son départ à Gênes) est un certificat daté du 7 juin 1458 à Grenoble. Louis cumulera les gouvernements du Dauphiné et de Gênes. Il est seigneur de Chastillon en Vendelois et de Gael, et gouverneur du Dauphiné et de la cité et seigneurie de Jennes.

### Gouverneur de Gênes
Après mars 1461, le roi de France le nomma 7e gouverneur de Gênes et de la Côte maritime de Ligurie, qui s'était alors placé sous le protectorat de la France. Il eut à réprimer des révoltes. Contraint par le roi de demander à des sujets de date si récente, des subsides et une flotte pour une guerre lointaine, il se voit refusé, traité sans égards dans le conseil et bientôt menacé par une insurrection.
Les historiens ont défiguré le nom du gouverneur de Gênes pendant l'absence du duc de Calabre.
Retiré avec tous les Français dans la forteresse du Castelletto, il tient tête aux factions réunies des Adorno et des Frégosi. Charles VII lui envoie des secours, qui ne peuvent débarquer. Après l'évacuation du Castelletto, il est chargé de garder Savone, place que Louis XI rend par un traité au commencement de 1464.

### Conseiller du roi Louis XI
Lorsqu'il rentre en France, le Dauphin est devenu roi sous le nom de Louis XI. Ce dernier ne semble pas tenir rigueur du comportement de loyauté à Charles VII dans le Dauphiné, et charge durant tout son règne Louis de Laval, de missions délicates ou de confiance.

### Ligue du Bien public
La guerre de la Ligue du Bien public qui se déroule à partir d'avril 1465 entre la France et la Bretagne va être un test pour la stratégie de la famille de Laval.
En Bretagne, le conflit interagissait avec la question du contrôle des évêchés bretons, un sujet majeur et d'importance concernant l'indépendance du duché. Révolte des princes contre la politique de Louis XI qui veut briser leur volonté d’indépendance, la Ligue du Bien public est une révolte féodale contre l’autorité royale, obligeant le roi à s'engager à la tête d'une armée de fidèles pour ramener ses vassaux dans le droit chemin.
Contrairement à son frère André de Lohéac, Louis n'a pas participé à la conspiration des princes pendant la Ligue du Bien public et choisit la fidélité au roi Louis XI.
Il fut par la suite lieutenant général et gouverneur de Champagne (4 août 1465-1472), à la suite de Jean de Bourgogne, comte d'Étampes.

### Ordre de Saint-Michel

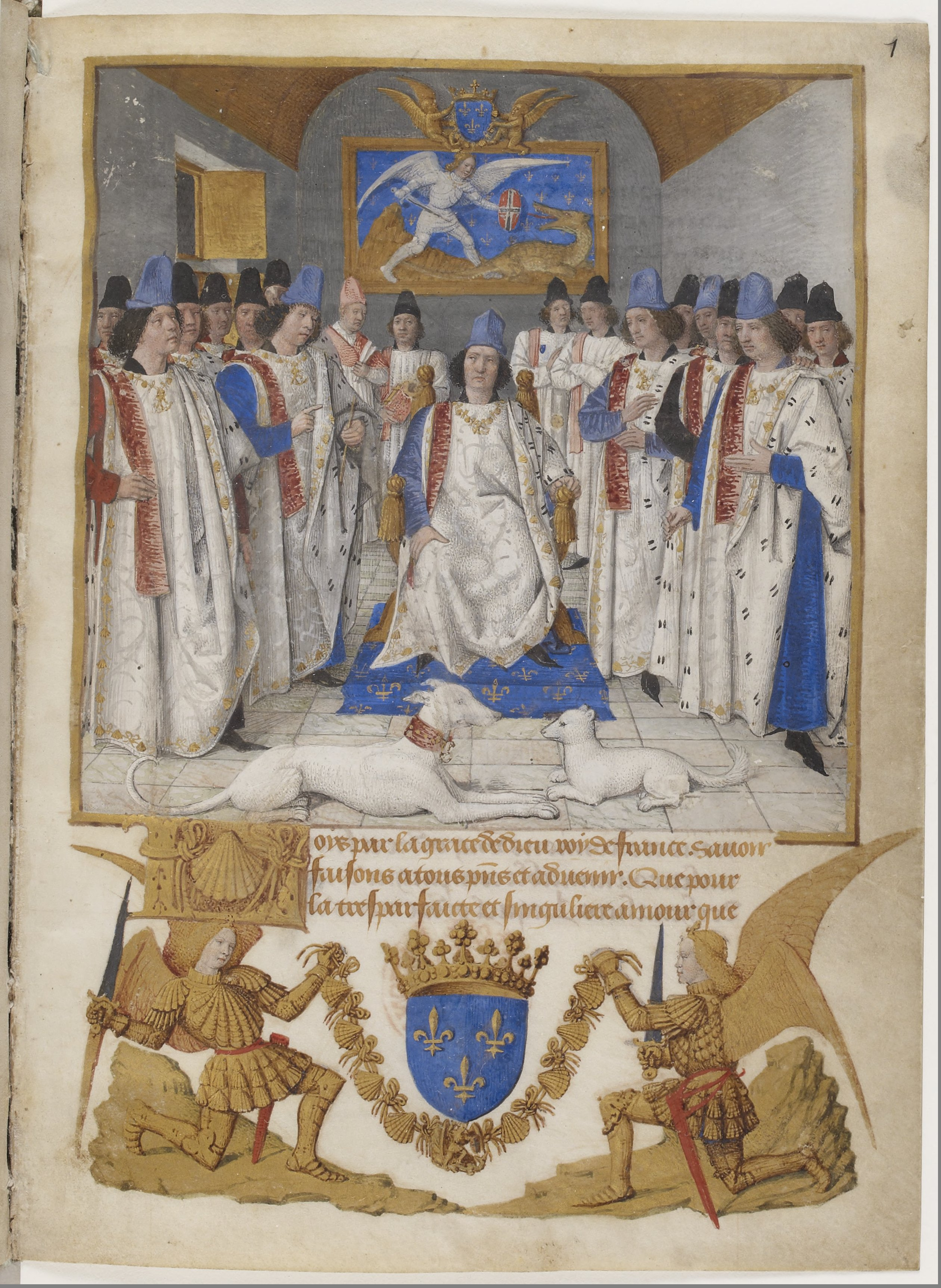
Louis XI préside le chapitre de Saint-Michel, dans les Statuts de l'ordre de Saint-Michel, miniature de Jean Fouquet, 1470, Paris, BnF

Après la fin de la guerre de la Ligue du Bien public, les Laval et Louis XI entretiennent de bonnes relations. La famille est restée loyale au roi, et celui-ci en retour a apprécié leur soutien. En 1467, il marque sa gratitude en nommant les Laval au rang de membre éminent du royaume. C'est un nouveau privilège et une gratitude. Le retour en faveur d'André auprès du roi est aussi marqué lors de la création de l'Ordre de Saint-Michel. Le fait d'être nommé dans les 15 premiers chevaliers de l'ordre est un honneur royal, mais aussi un moyen pour le roi de s'offrir allégeance des nobles principaux de son royaume. Le fait qu'André de Lohéac et Louis de Laval-Châtillon soient choisis parmi les 15 premiers chevaliers marquent l'importance de la famille de Laval à l'époque. Louis de Laval fut le huitième chevalier promu.
Louis de Laval, alors gouverneur de Champagne, intervient en février-mars 1470, sur l'ordre du roi, pour la création de l'Université de Bourges. Il servit dans cette affaire d'intermédiaire entre les Berruyers, le roi et le Parlement de Paris, qui se refusait à entériner les lettres de privilèges accordées à la nouvelle université. En octobre 1470, Louis de Laval a pour mission d'accompagner la reine d'Angleterre Marguerite d'Anjou et la princesse de Galles Eléonore à Paris.

### Eaux et Forêts
Louis de Laval est aussi Grand Maître des Eaux et Forêts depuis le 14 mai 1466. Louis de Laval perd la maîtrise lié aux Eaux et Forêts en 1474 au bénéfice de Philippe des Essars, mais conserve son office. Philippe des Essars est fait maistre enquesteur et general reformateur des eaues et forestz es marches de Brie et de Champaigne que tenoit monseigneur de Chastillon, a qui le roy le osta pour bailler audit Philippe des Essars.
Il conservera donc ce titre jusqu'à sa mort malgré la révocation par Louis XI des officiers des eaux et forêts qu'ils avaient pourvus le 21 mai 1483. Jean de Montauban et Louis de Laval furent les seuls grands maîtres à bénéficier du droit de nomination à tous les offices des Eaux et Forêts. Le roi accorde le 24 janvier 1486 une indemnité à Louis de Laval de 1200 livres en échange du droit de nomination des officiers des Eaux et forêts.

### Gouverneur de Touraine
Louis de Laval est Bailli et gouverneur de Touraine (1483-1484).

### Le futur de la Bretagne
À l'arrivée de Charles VIII au trône royal, les Laval possèdent un rang élevé dans la noblesse. La position de la famille s'explique principalement dans son habilité de manœuvre dans les prises de position en faveur de la Bretagne ou en faveur de la France.
Le rôle politique de Louis de Laval auprès du nouveau roi à cette époque est mal connu. Dans le même temps, Louis de Laval-Châtillon a des vues plus pro-françaises et dans une de ses dernières lettres écrites avant sa mort, il n'hésita pas cependant compte tenu de son expérience et de sa fidélité à la couronne de France à promouvoir le mariage d'Anne de Bretagne avec Charles VIII dans une lettre datée du 16 octobre 1488 :Sire, je ne suis pas des plus jeunes de vostre pays ne de ceulx qui ont le moins veu de choses, et suis tenu loyaument votre conseiller. Bien qu'il rédige sa lettre avec un conseil en faveur du roi, il n'oublie pas que cette union serait particulièrement bénéfique à sa famille.

### Décès
Louis de Laval ne survécut que 3 ans après André de Lohéac, son frère. En vertu d'une donation entre vifs entre les deux frères, il reçut le Château de Montjean, qu'il donna à son neveu Pierre de Laval. Il meurt le 21 août 1489 au Château de Laval. Il fut enterré dans le chœur de la collégiale Saint-Tugal de Laval comme sa mère et ses deux frères. Il n'était pas marié, et meurt sans postérité.

## Bibliophile

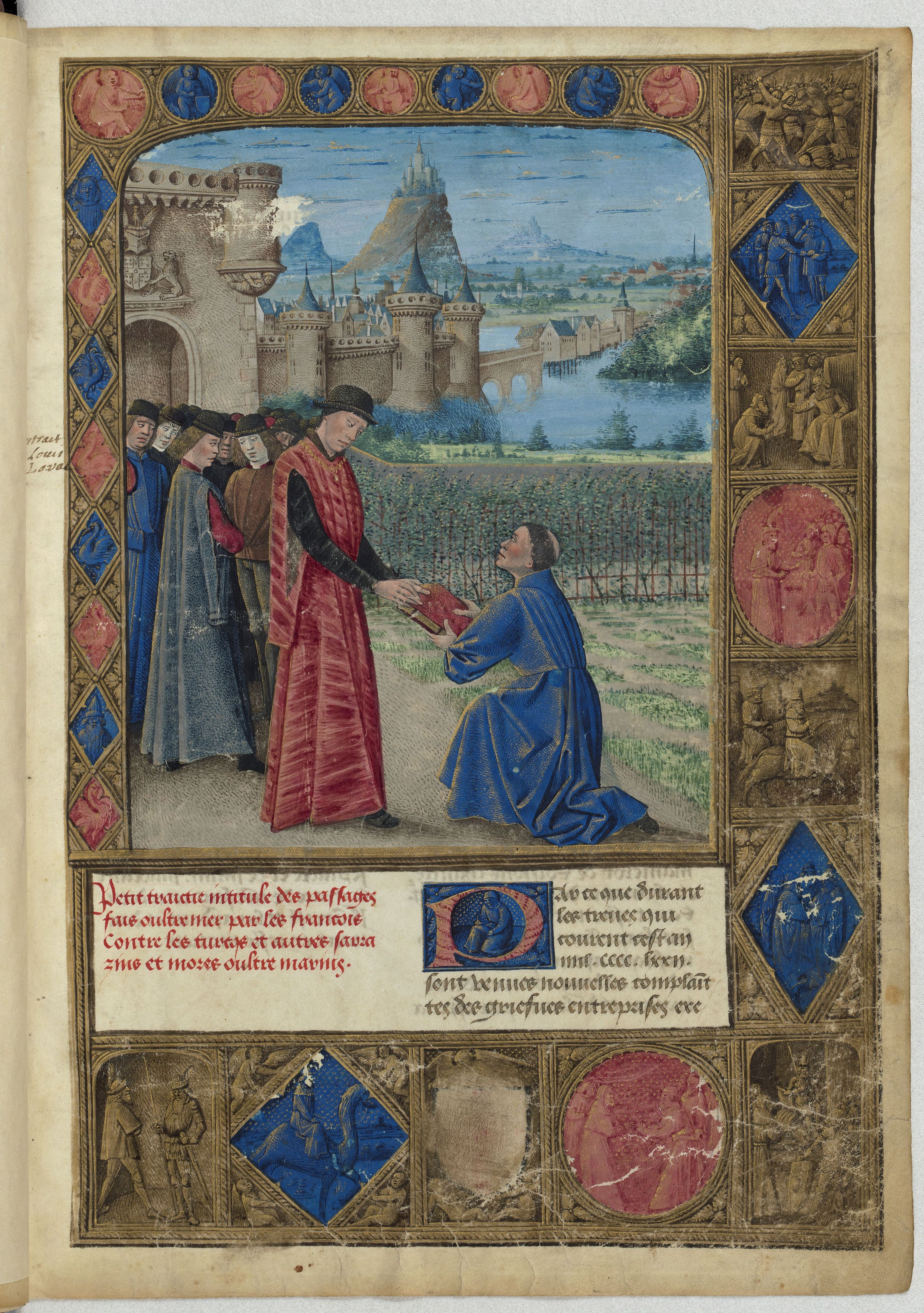
Sébastien Mamerot offrant les Passages d'outremer à Louis de Laval, BNF.

Sébastien Mamerot, chapelain de Louis de Laval, composa ou traduisit de nombreuses œuvres pour son maître, dont Les Passages faiz oultre mer par les François contre les Turcqs et autres Sarrazins et Mores oultre marins, compilation en partie légendaire sur les croisades. On y trouve le portrait de Louis de Laval au premier feuillet. La figure du sire de Laval présente une extrême maigreur et un âge avancé. Son costume est celui de chevalier de Saint-Michel. Sa dédicace indique : « le jeudi XIIIIe jour de janvier » 1473, par l'ordre de « Loys de Laval, seigneur de Chastillon en Vendelois et de Gael, lieutenant general du roy Loys l'onziesme (…) gouverneur de Champaigne (…) par (…) SEBASTIEN MAMEROT de Soissons, chantre et chanoine de l'eglise monseigneur Saint Estienne de Troyes ». L'enluminure en fut confiée à Jean Colombe, l'un des plus grands artistes de son temps, dont Louis de Laval était l'un des clients réguliers. Dans les années 1460, il compose une Histoire des Neuf Preus et des Neuf Preues pour le gouverneur du Dauphiné, Louis de Laval. Louis de Laval est aussi le commanditaire d'un livre d'heures richement illustré de 1234 miniatures.

## Armoiries
Pour son blason, Bertrand de Broussillon indique que Louis de Laval a repris le blason à la bordure de sable besantée d'argent, blason portée par Jeanne de Laval-Tinténiac, et son père Jean de Laval-Châtillon[réf. nécessaire].